# 12"ers
Albums de Phil Collins
No Jacket Required
(1985) ...But Seriously
(1989)
12"ers est une compilation de Phil Collins de 1987, édité par la société WEA, de titres à l'origine tirés de son album de 1985 No Jacket Required. Les titres sont ici proposés dans des versions rallongées et remixées. Les remixes ont été réalisés par John 'Tokes' Potoker, excepté One More Night par Hugh Padgham. Ces versions étaient, à l'origine, le plus souvent disponibles sur les faces B des singles vinyles. 
Sting et Peter Gabriel ont participé à Take Me Home.

## Liste des titres
1. Take Me Home – 8:07
2. Sussudio – 6:35
3. Who Said I Would – 5:51
4. Only You Know And I Know – 6:56
5. Don't Lose My Number – 6:36
6. One More Night – 6:24